# Baharilana kiabii
Baharilana kiabii là một loài chân đều trong họ Cirolanidae. Loài này được Khalaji-Pirbalouty & Wägele miêu tả khoa học năm 2011.